# Cash (Caroline du Sud)
Pour les articles homonymes, voir Cash.
Cash est une census-designated place située dans le comté de Chesterfield, dans l’État de Caroline du Sud, aux États-Unis. Lors du recensement de 2020, elle comptait 445 habitants.